# Assistenzfigur

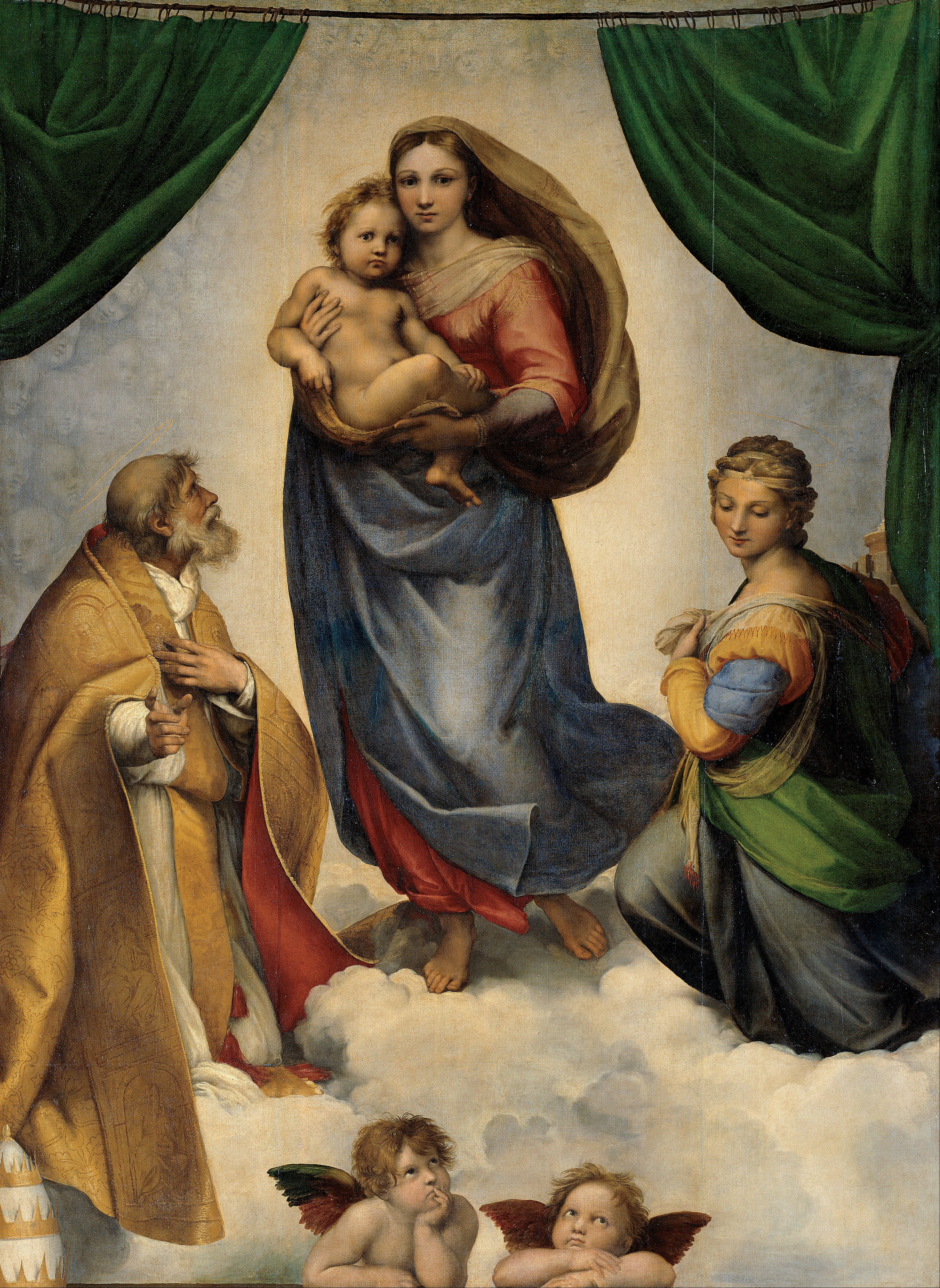
Die Sixtinische Madonna, mit Papst Sixtus II., der Hl. Barbara und zwei Putten als Assistenzfiguren (Engel der Sixtina)

Assistenzfigur ist der kunsthistorische Fachbegriff für eine in der sakralen Malerei oder Plastik dargestellte Nebenfigur, die für das eigentliche Bildthema nicht unbedingt notwendig ist bzw. nicht unmittelbar zur ikonographisch vorgeschriebenen Szene gehört, die also der Szene nur „assistiert“ (beiwohnt).
Assistenzfiguren tragen nicht zwingend zum Sinngehalt eines Bildes bei, sondern füllen ein Bild auf oder runden es ab oder übernehmen die Funktionen des Betrachters eines Bildes.
Frühe Beispiele in der abendländischen Kunst finden sich auf frühchristlichen Mosaiken und Wandmalereien seit der Spätantike. Typische Assistenzfiguren sind z. B. die am Fuß von Kruzifixen dargestellten Personen, wie Maria, Johannes und Maria Magdalena, weitere Apostel oder die Gruppe der Häscher.
Seit dem Mittelalter kommen Bildnisse von Stiftern als Assistenzfiguren hinzu, ebenso erste Beispiele von Künstlerporträts, noch vor der Entstehung autonomer Porträts oder Künstlerporträts mit dem Ende des Spätmittelalters und der beginnenden Renaissance.
Als Assistenzfiguren werden in der Fachliteratur ebenfalls die auf Seitenflügeln von mittelalterlichen Flügelaltären dargestellten Heiligen und Stifter bezeichnet.
In der profanen Kunst der Neuzeit, verstärkt seit dem 19. Jahrhundert, nimmt auch auf Herrscherdenkmälern das Personalreservoir der Assistenzfiguren zu, die zunehmend als Bedeutungsträger eingesetzt werden.

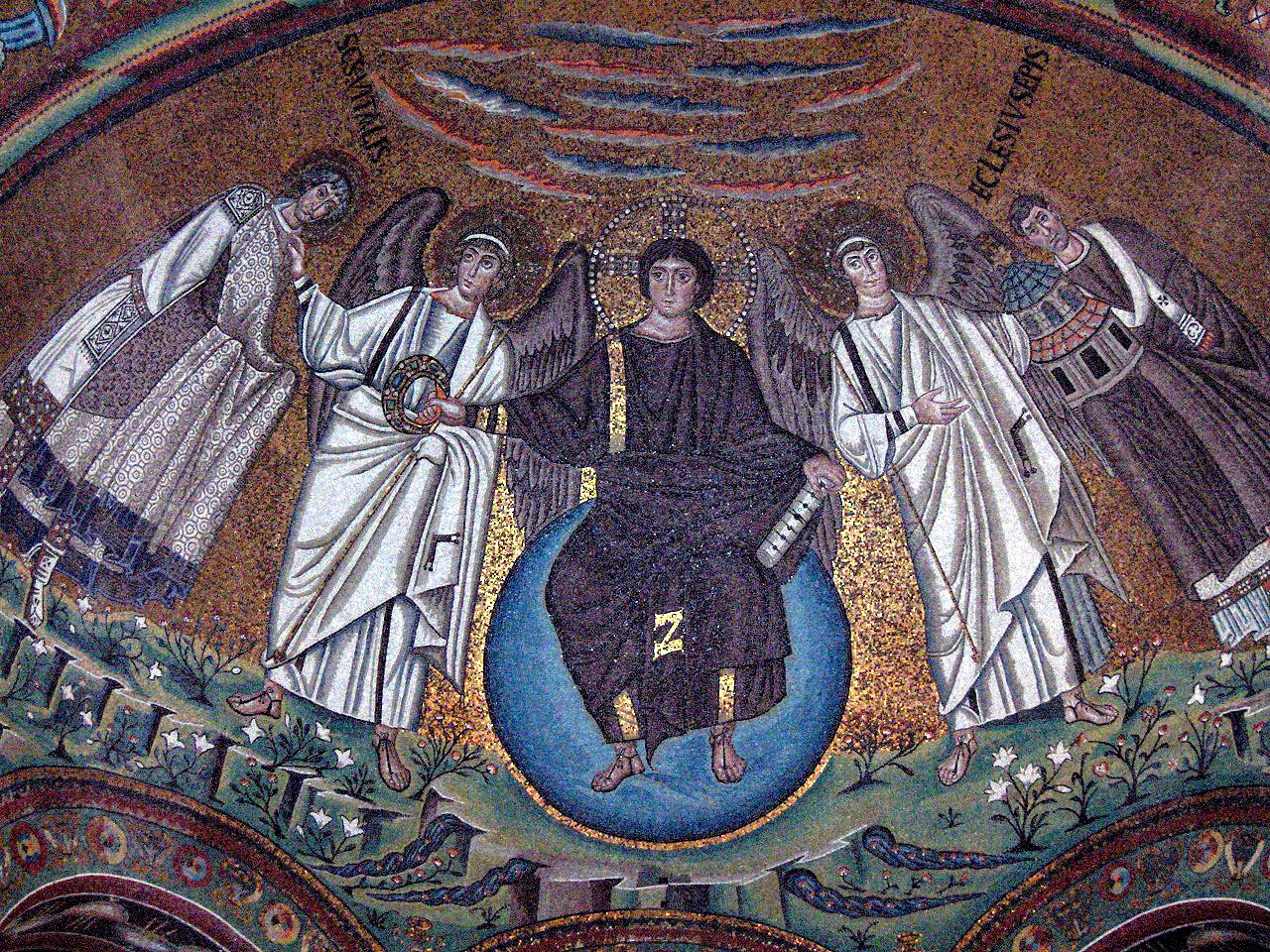
Christus Pantokrator, mit zwei Engeln, dem Hl. Vitalis und dem Bischof Ecclesius als Assistenzfiguren; beendet 547; Kirche San Vitale in Ravenna
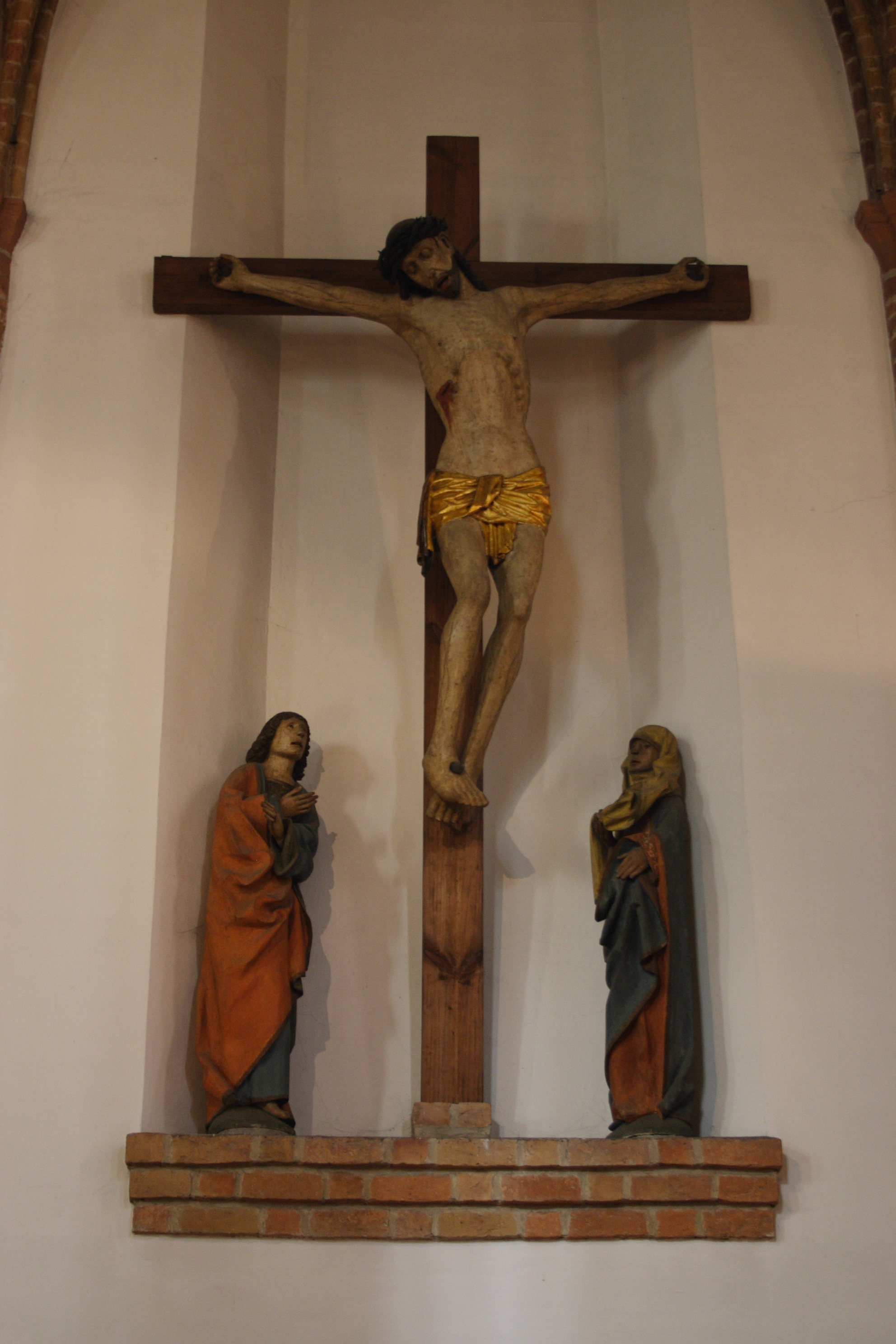
Gotische Kreuzigungsgruppe, mit Johannes und Maria, Berlin-Spandau
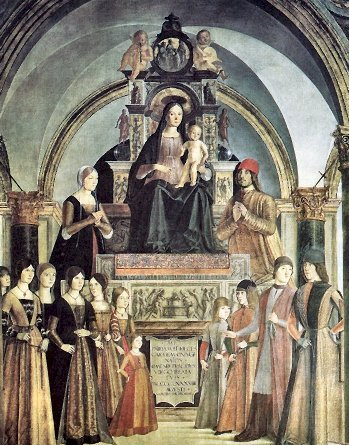
Lorenzo Costa der Ältere, Thronende Madonna mit den Stiftern Giovanni und Ginevra Bentivoglio mit 11 ihrer 16 Kinder
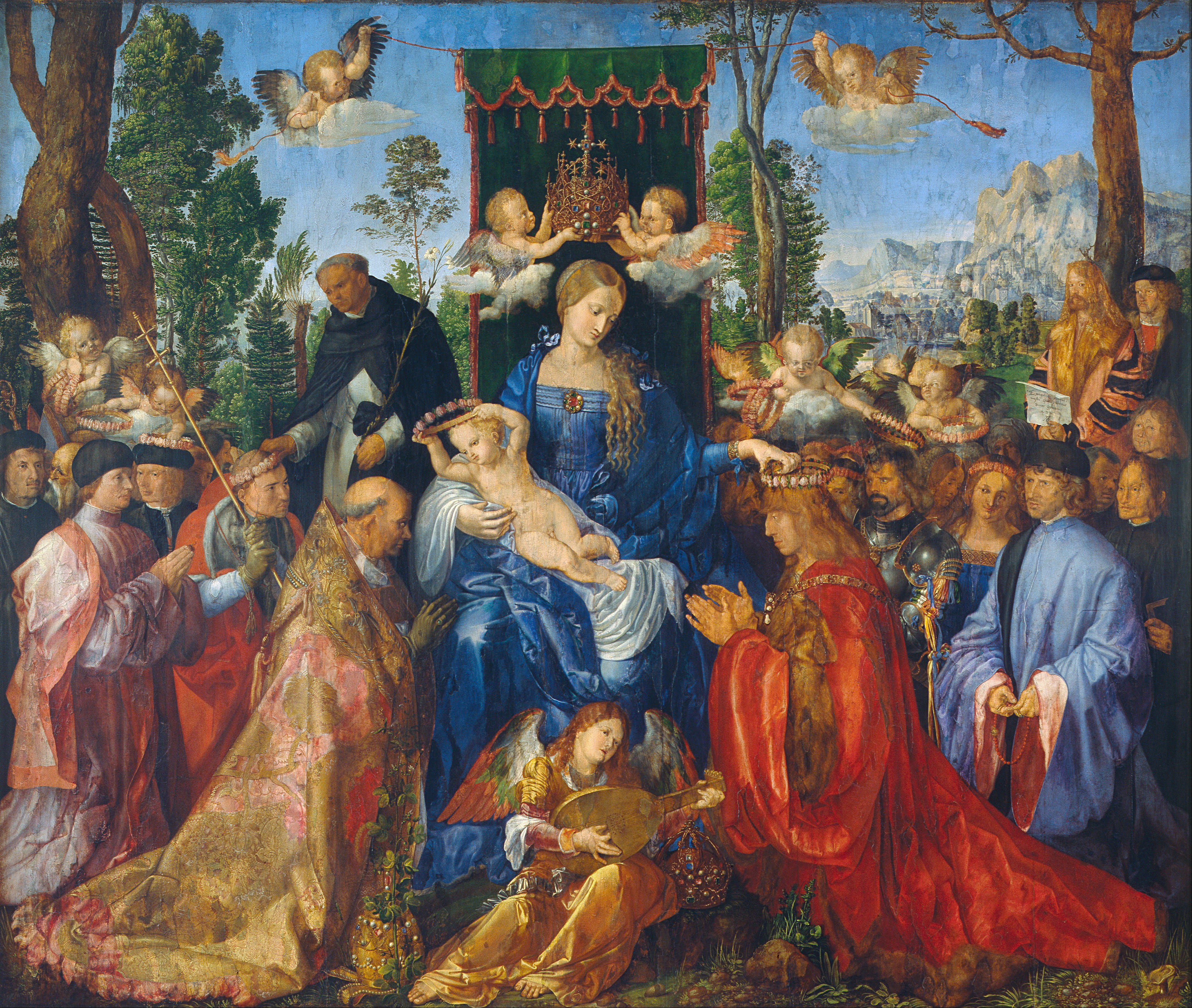
Das Rosenkranzfest von Albrecht Dürer, rechts oben Selbstporträt Dürers
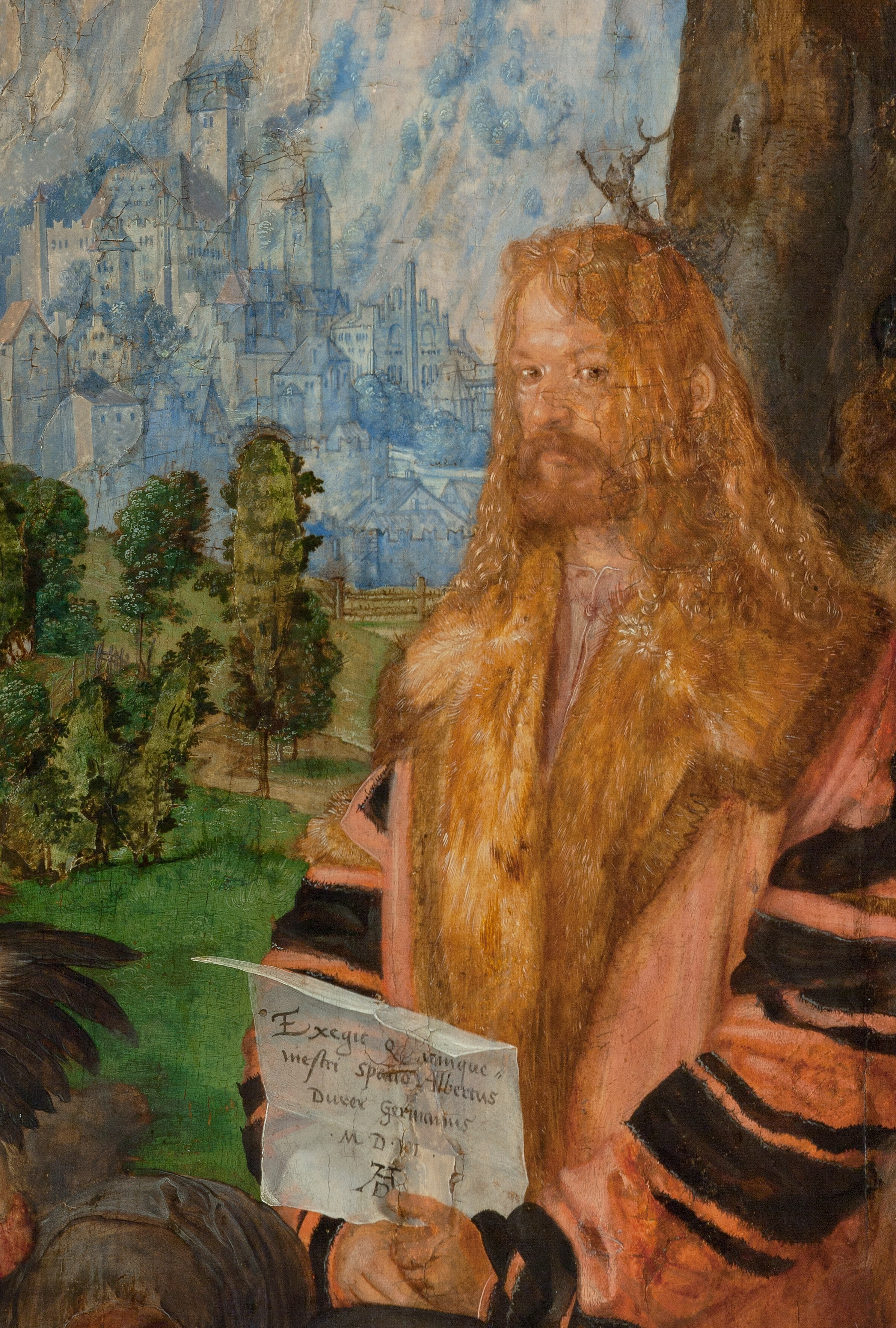
Das Rosenkranzfest, Ausschnitt; Selbstporträt Dürers
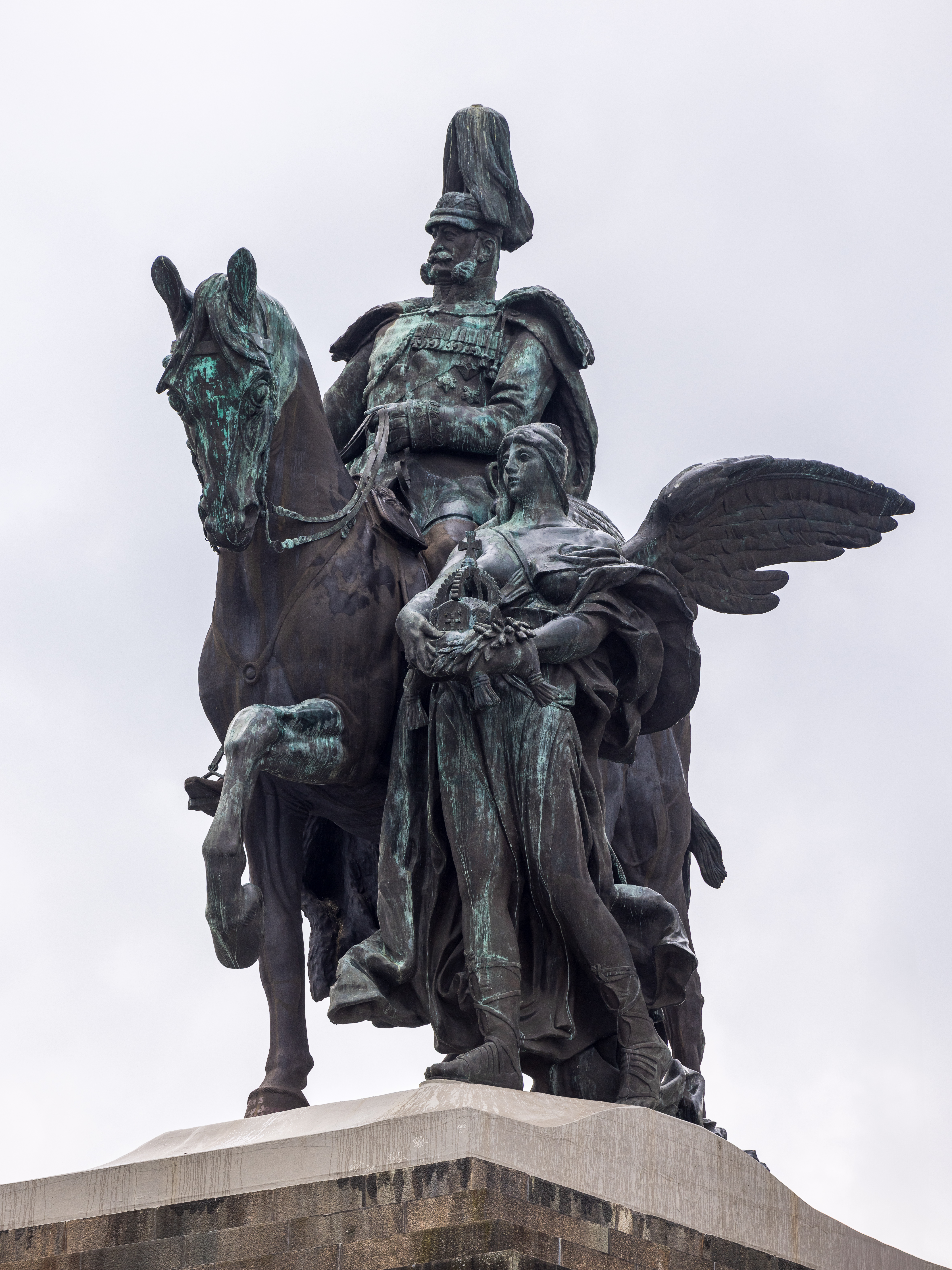
Denkmal Kaiser Wilhelm I. am Deutschen Eck mit einem Genius als Assistenzfigur, 19. Jh.